# Schierakowitz

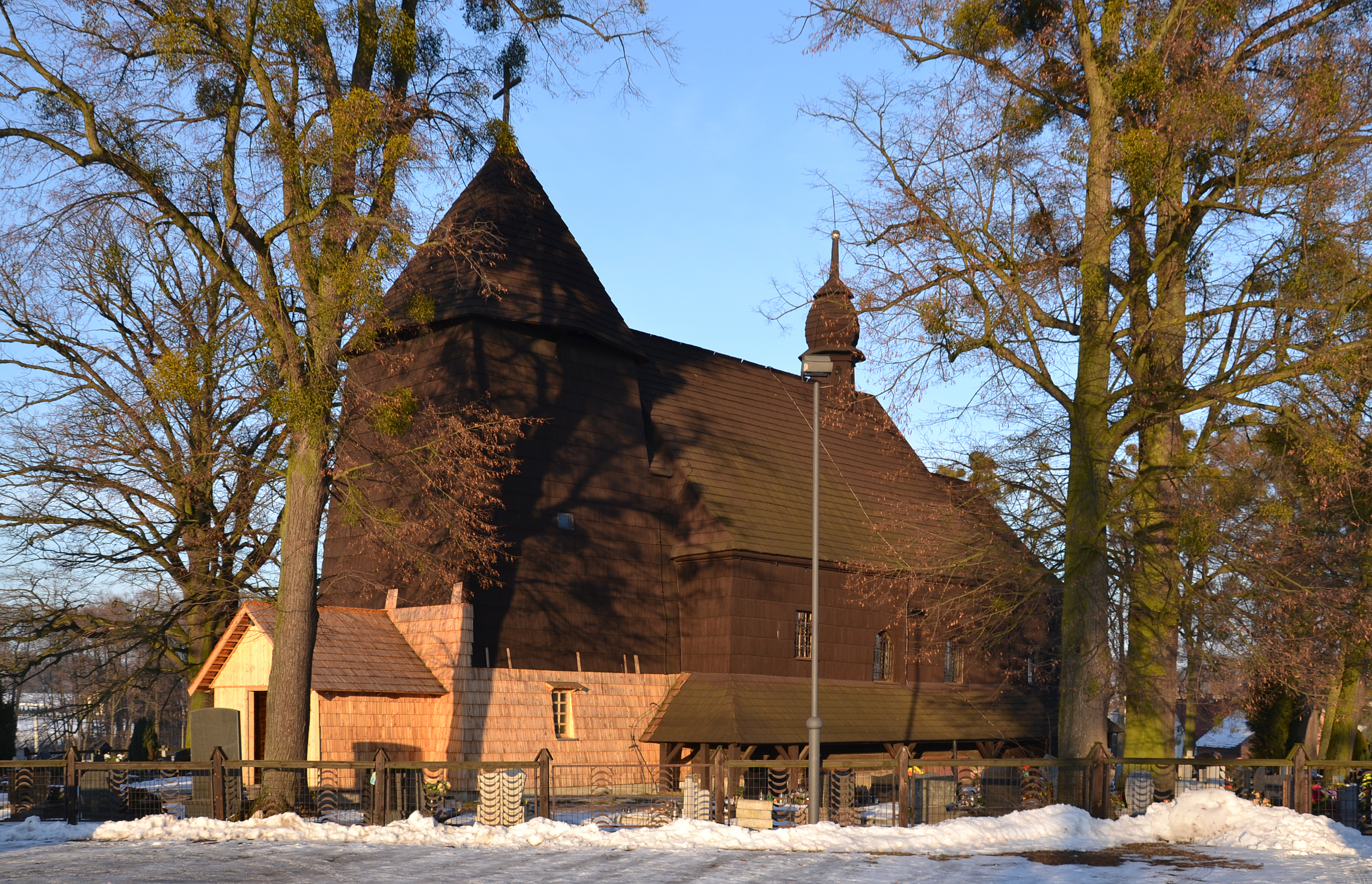
Die Katharinenkirche

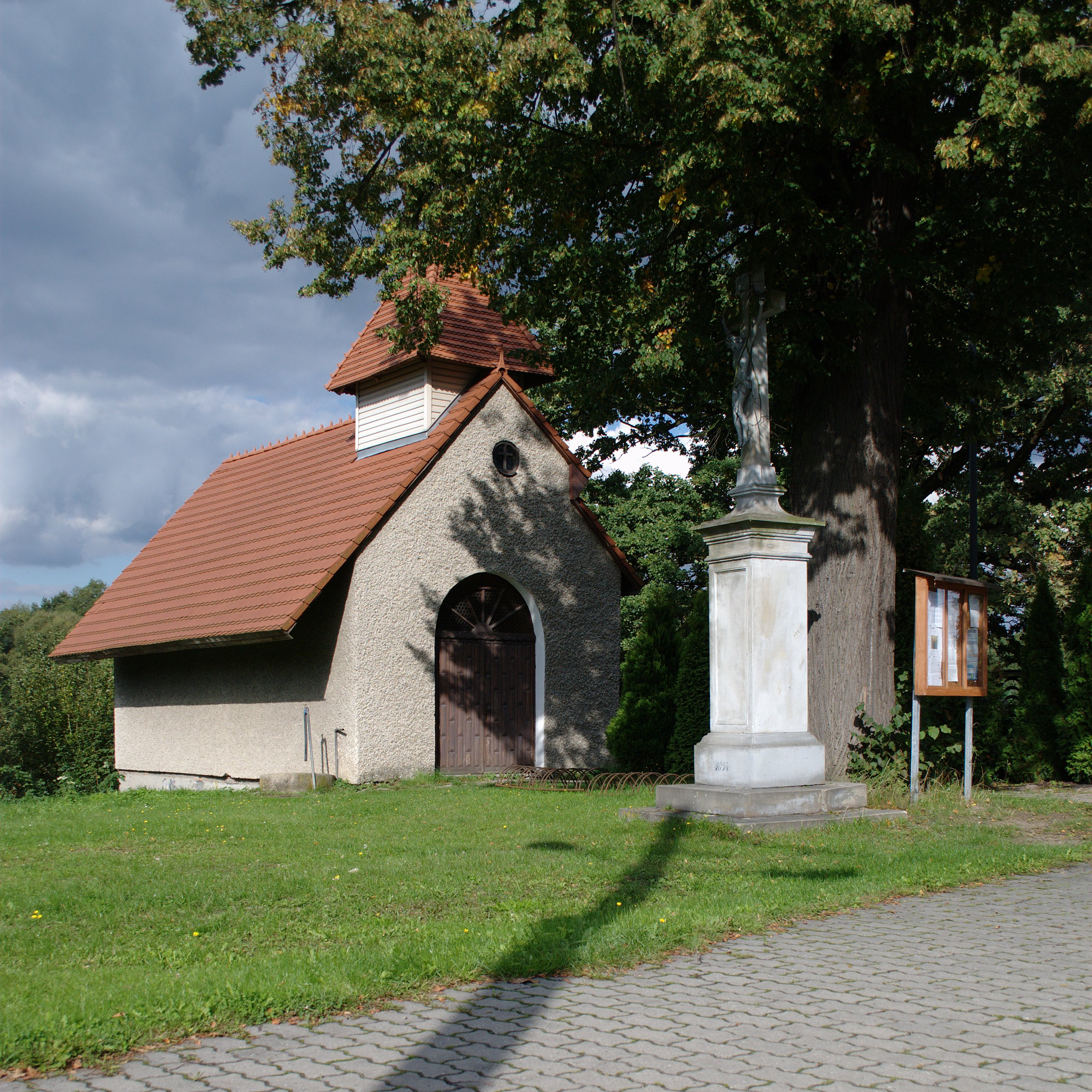
Friedhofskapelle mit Wegkreuz

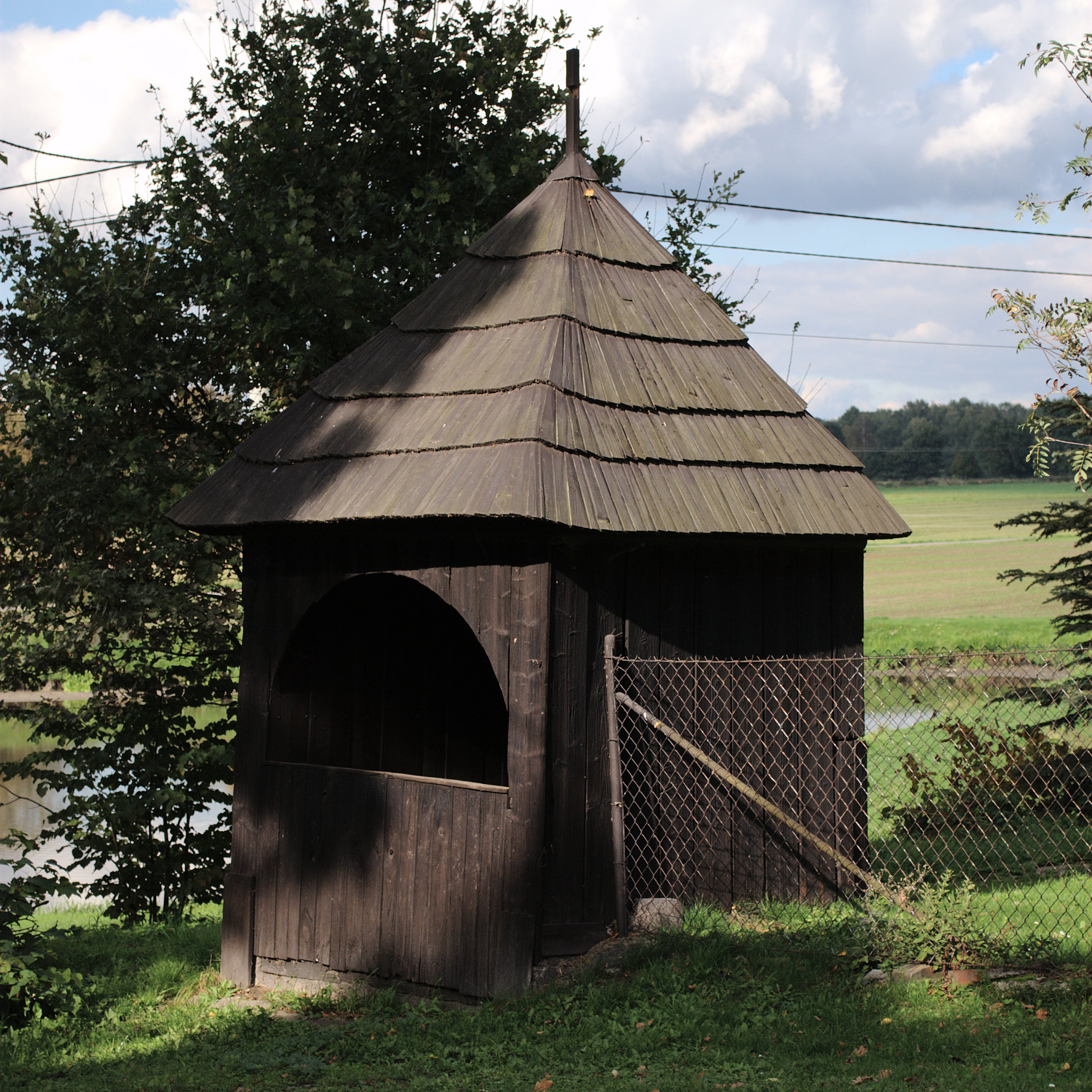
Die hölzerne Nepomukkapelle

Schierakowitz (1936–1945 Graumannsdorf), polnisch Sierakowice, ist eine Ortschaft in Oberschlesien. Sie liegt in der Gemeinde Kieferstädtel im Powiat Gliwicki (Landkreis Gleiwitz) in der Woiwodschaft Schlesien.

## Geografie
Schierakowitz liegt rund sechs Kilometer westlich vom Gemeindesitz Kieferstädtel, 15 Kilometer westlich von der Kreisstadt Gliwice (Gleiwitz) und 39 Kilometer westlich von der Woiwodschaftshauptstadt Katowice (Kattowitz).

## Geschichte
Der Ort entstand spätestens im 13. Jahrhundert. 1295–1305 wurde der Ort zusammen mit Klein Schierakowitz im Liber fundationis episcopatus Vratislaviensis (Zehntregister des Bistums Breslau) urkundlich als „Syracowitz theutonico“ bzw. „Syracowitz polonicum“ erwähnt.
Der Ort wurde 1783 im Buch Beytrage zur Beschreibung von Schlesien als Groß Schierakowi(t)z erwähnt, lag im Landkreis Tost und hatte 297 Einwohner, ein Vorwerk, 16 Bauern, 30 Gärtner, einige Häusler und eine katholische Kirche. 1818 wurde der Ort als Groß Schierakowitz erwähnt. 1865 bestand Groß Schierakowitz aus einer Dorfgemeinde und einem herrschaftlichen Gutsbezirk. Zum Gutsbezirk gehörte ein massives Jagdschloss. Das Dorf hatte zu diesem Zeitpunkt zehn Bauernstellen, 20 Gärtnerstellen, 13 Viertelbauernstellen und 22 Häuslerstellen. Ferner gab es einen Schuhmacher, zwei Schneider, einen Tischler, zwei Stellmacher, zwei Maurer, vier Schmieden, vier Victualienhändler, drei Hausierer, einen Schankwirt und zwei Töpfer. Seit 1854 existierte eine Ziegelei.
Bei der Volksabstimmung in Oberschlesien am 20. März 1921 stimmten 132 Wahlberechtigte für einen Verbleib Oberschlesiens bei Deutschland und 229 für eine Zugehörigkeit zu Polen. Schierakowitz verblieb nach der Teilung Oberschlesiens beim Deutschen Reich. Am 1. Januar 1931 wurden die Landgemeinden Groß Schierakowitz und Klein Schierakowitz zur Landgemeinde Schierakowitz zusammengeschlossen. Am 12. Februar 1936 wurde der Ort im Zuge einer Welle von Ortsumbenennungen der NS-Zeit in Graumannsdorf umbenannt. Bis 1945 befand sich der Ort im Landkreis Tost-Gleiwitz.
1945 kam der bis dahin deutsche Ort unter polnische Verwaltung und wurde anschließend der Woiwodschaft Schlesien angeschlossen und ins polnische Sierakowice umbenannt. 1950 kam der Ort zur Woiwodschaft Kattowitz. 1999 kam der Ort zum wiedergegründeten Powiat Gliwicki und zur neuen Woiwodschaft Schlesien.

## Sehenswürdigkeiten
- Römisch-katholische Katharinenkirche aus Schrotholz aus dem Jahr 1675. Barocke Ausstattung.
- Friedhofskapelle
- Mehrere Wegkapellen, darunter die Nepomukkapelle mit einer Figur des heiligen Johannes Nepomuk
- Wegkreuze
- Gutshäuser

## Bildung
- Ein Kindergarten und eine Grundschule